# Remanencja

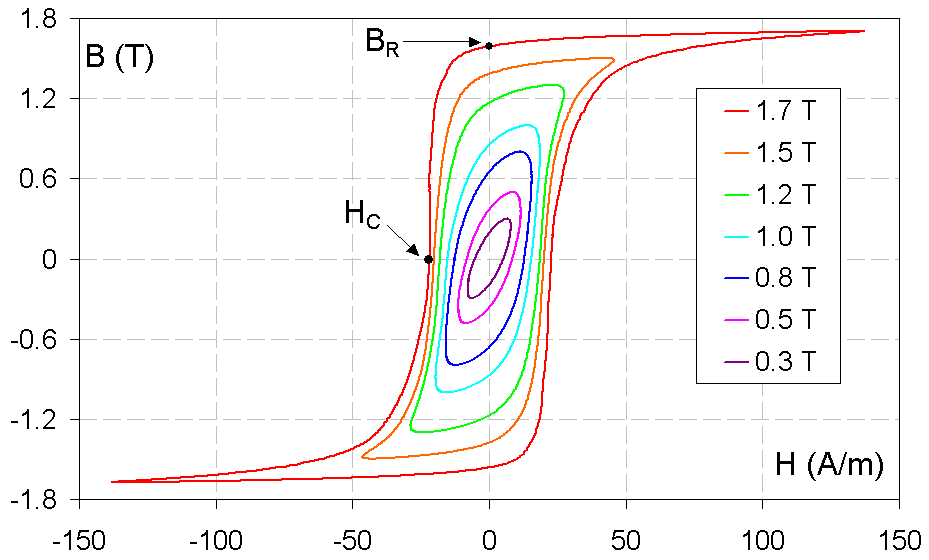
Definicja remanencji magnetycznej B_{R}

Remanencja, namagnesowanie szczątkowe – wartość indukcji magnetycznej pozostała po usunięciu zewnętrznego pola magnetycznego magnesującego dany materiał ferromagnetyczny.
Remanencja jest jednym z głównych parametrów charakteryzujących magnesy trwałe.